# Jeff Corwin

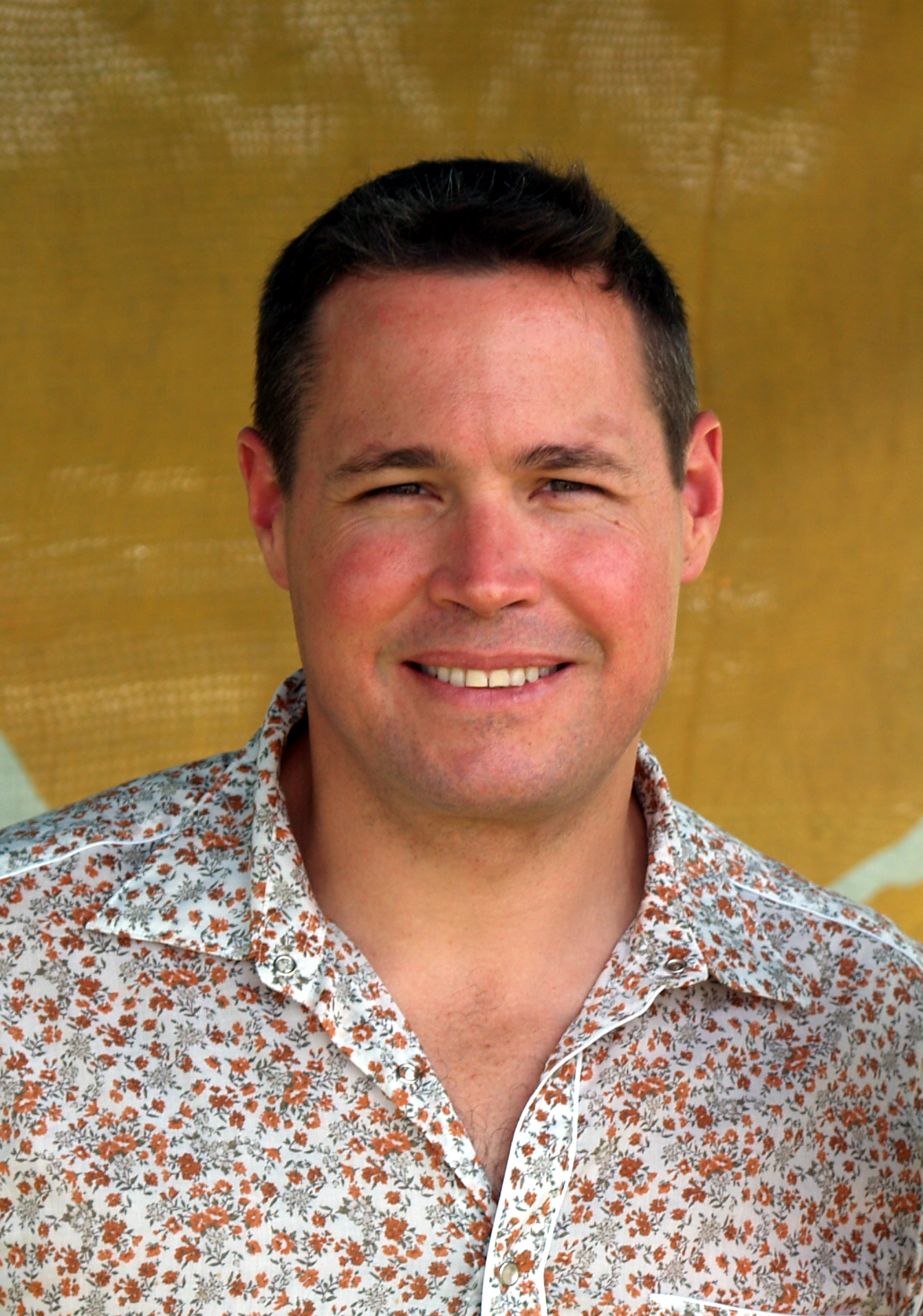
Jeff Corwin

Jeffrey Samuel Corwin (Norwell, Massachusetts, 11 juli 1967),  beter bekend als Jeff Corwin, is de maker van de series The Jeff Corwin Experience en Corwin's Quest, twee series over dieren die op Animal Planet worden uitgezonden. Deze series gaan over de natuur, maar er zit ook veel humor doorheen verweven. Eerder maakte hij ook het programma Going Wild With Jeff Corwin voor Disney. Hij heeft ook een gastrol gespeeld in de serie CSI: Miami, waarin hij de rechercheurs moest helpen een afgebeten voet uit een levende krokodil te halen. 
Hij ging naar Hanover High School. Later ging hij naar Bridgewater State College in Bridgewater, Massachusetts, waar hij een Bachelor in biologie en antropologie haalde. Later haalde hij ook nog een bachelor in natuurconservatie. Hij woont met zijn vrouw, Natalia, en twee dochters in Marshfield, Massachusetts.
- International Standard Name Identifier: 0000 0000 4791 9090
- Library of Congress Control Number: n99034398
- Nederlandse Thesaurus van Auteursnamen: 291448518
- Virtual International Authority File: 6725139
- WorldCat: E39PBJgxvT9gqxqkbBDdtPj3cP